# Szentháromság-plébániatemplom (Nagyszeben)
A nagyszebeni Szentháromság-plébániatemplom műemlékké nyilvánított épület Romániában, Szeben megyében. A romániai műemlékek jegyzékében az SB-II-m-A-12093 sorszámon szerepel.

## Története

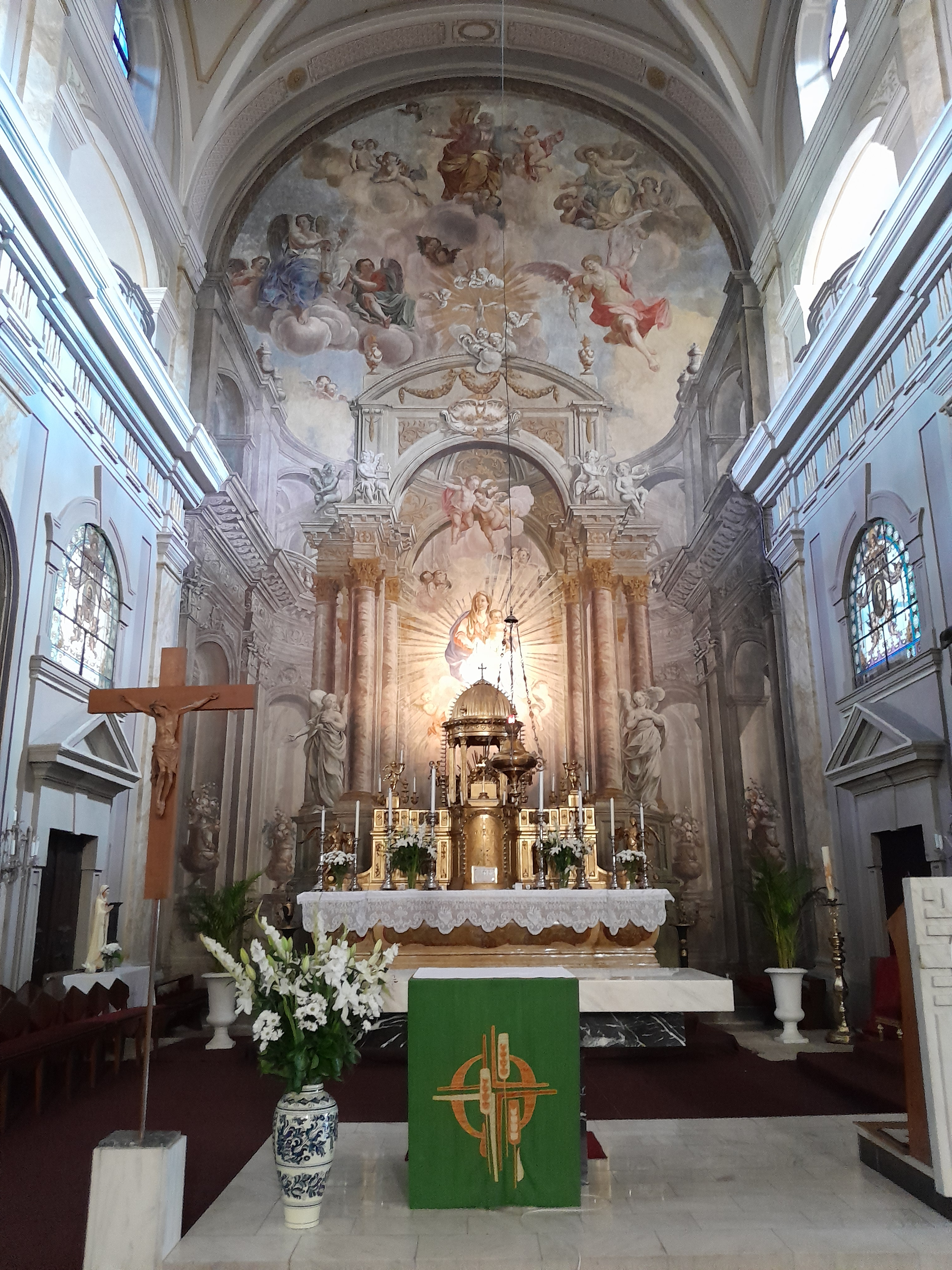
A templom belseje

Az önállóságát elvesztett Erdélybe az osztrák hadsereggel együtt kerültek Nagyszebenbe a jezsuita szerzetesek, akik a rend letelepedéséhez megszerezték az osztrák provinciális és a kalocsai érsek engedélyét. 1688-ban a szabók csarnokát (Schneiderlaube) használták a katolikus istentiszteletek megtartására. Az önálló jezsuita templom alapkövét 1726. július 4-én tették le, az épületet 1733. szeptember 13-án szentelte fel báró Sorger Gergely püspök.

## Leírása
A barokk stílusú templom üvegképeit 1901-ben készítette Ligeti Sándor eklektikus stílusban. A képek többek között Szent Lászlót, Árpád-házi Szent Erzsébetet, Szent Györgyöt, Szent Antalt, Keresztelő Szent Jánost ábrázolják.